# ウェス・ジャクソン

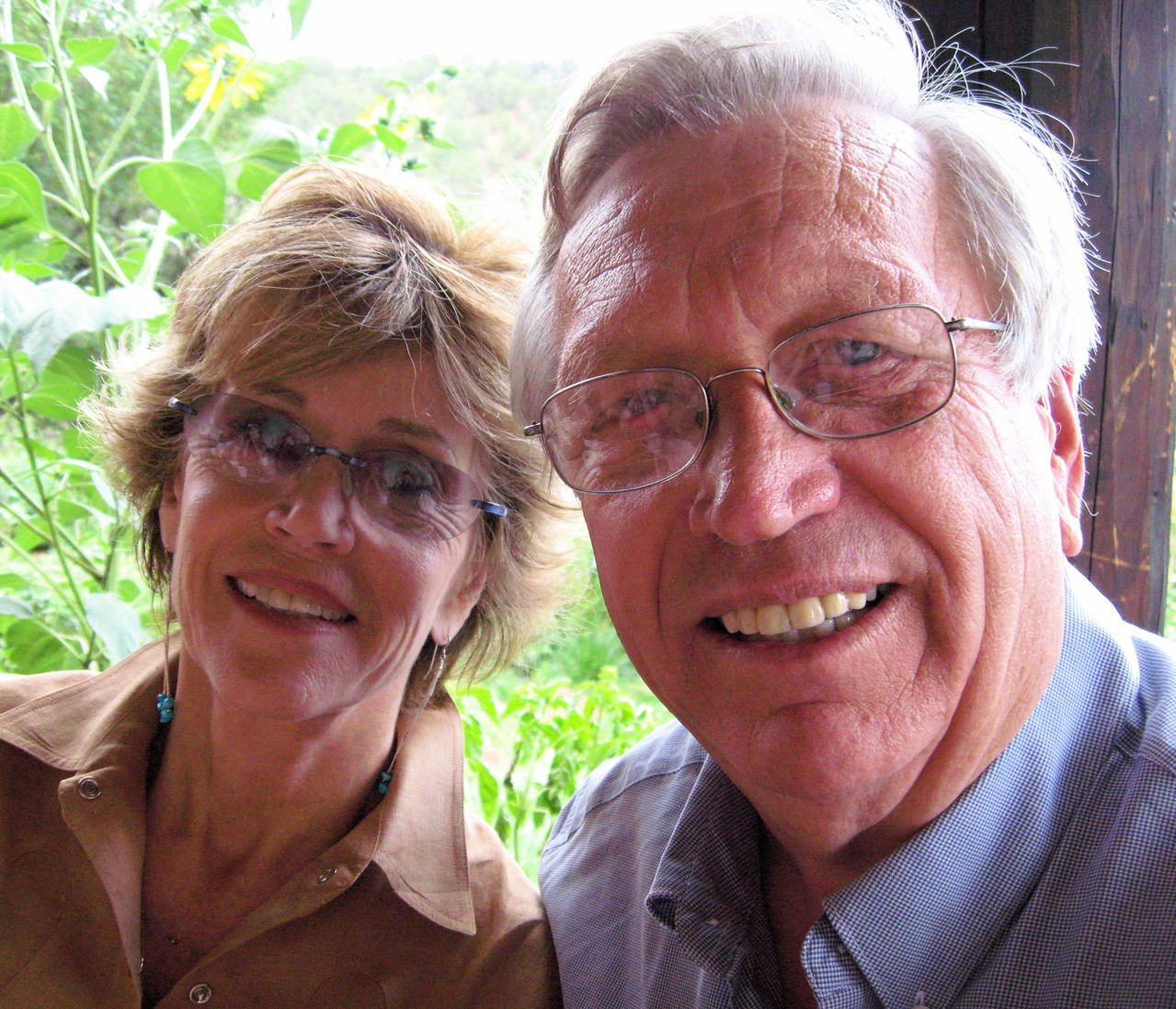
ジェーン・フォンダとジャクソン

ウェス・ジャクソン (Wes Jackson, 1936年 - ) は、アメリカ合衆国の持続可能な農業や農地改革運動の研究拠点である、土地研究所 (The Land Institute：1976年) の創設者であり現所長である。カリフォルニア州立大学で米国初の環境学習のプログラムのチェアマンとなった。

## 経歴
ジャクソンはカンザス州トピカ近郊の農場で幼少期を過ごし、カンザス・ウエスレヤン大学で生物学の学士号を獲得した後、カンザス大学で植物学の修士号を、ノースカロライナ州立大学で遺伝学の博士号を得た。
1976年から、ランド研究所で持続可能な農業の研究プログラムを中心とした、適正技術 (appropriate technology)、環境倫理、環境教育を行っている。1978年には、多年生植物を用いた穀物の生産 (polyculture) を開発・提案した。毎年植え替えをする必要のない多年生植物を使用することで、土壌と植物の間の重要な関係を継続させ、土壌浸食を防ぐことがこの農法の狙いである。土地研究所は現在、一年生植物であるコムギやトウモロコシに代わる多年生植物の効果的な生産と収穫のための条件を、草原（プレーリー）の生態を参照として研究している。また、不耕起栽培の研究も盛んに行っている。

## 主な著作（いずれも未邦訳）
- Man and the Environment (1971) ISBN 978-0-69704-704-5
- New Roots for Agriculture (1980) ISBN 978-0-80327-562-1
- Altars of Unhewn Stone: Science and the Earth (1987) ISBN 978-1-59098-287-7
- Becoming Native to This Place (1994) ISBN 978-1-887178-11-2
- Nature as Measure: The Selected Essays of Wes Jackson (2011) ISBN 978-1-58243-700-2
- Consulting the Genius of the Place: An Ecological Approach to a New Agriculture (2011) ISBN 978-1-58243-780-4